# چاکری (اوهایو)
چاکری (به انگلیسی: Chuckery) یک منطقهٔ مسکونی در ایالات متحده آمریکا است که در شهرستان یونیون، اوهایو واقع شده‌است. چاکری ۲۹۹ متر بالاتر از سطح دریا واقع شده‌است.